# Ponte di Mehmed Paša Sokolović
Il ponte di Mehmed Paša Sokolović (in serbo Мост Мехмеда-паши Соколовића?,in croato Most Mehmeda Paši Sokolovića,in bosniaco Most Mehmeda Paši Sokolovića è una costruzione che si trova a Višegrad, nella Repubblica Serba di Bosnia ed Erzegovina (che fa parte della Bosnia ed Erzegovina), e che attraversa il fiume Drina. Esso venne eretto alla fine del XVI secolo per opera dell'architetto ottomano Mimar Koca Sinan, su ordine del gran visir Mehmed Paşa Sokolovič.
Il ponte, lungo 179,50 metri, consta di 11 arcate in muratura, ampie fra 11 e 15 metri, e di una rampa di accesso ad angolo retto sulla riva sinistra del fiume, con 4 arcate. Durante la prima guerra mondiale vennero distrutte 3 delle 11 arcate, mentre 5 vennero distrutte durante la seconda guerra mondiale. Successivamente vennero tutte ricostruite. Durante la guerra di Bosnia il ponte fu teatro del brutale massacro di Višegrad del 1992, compiuto ai danni della popolazione civile.
Nel 2007 il ponte di Višegrad è stato inserito nell'elenco dei Patrimoni dell'umanità dell'UNESCO. La sua notorietà è anche legata al romanzo Il ponte sulla Drina, scritto negli anni quaranta da Ivo Andrić, vincitore del premio Nobel per la letteratura.